# كيت بيير
كيت بيير (بالإنجليزية: Kate Pier)‏ هي محامية أمريكية، ولدت في 22 يونيو 1845، وتوفيت في 25 يونيو 1925.